# Ex Nör Säx
Ex Nör Säx war eine Punkband aus Bietigheim-Bissingen, die von Herbst 1997 bis 2005 bestand. Die Musiker machen Deutschpunk, den sie selber als Deutsch-, Street- und Skatepunk bezeichnen. Ex Nör Säx haben drei Studioalben, eine Maxi-CD sowie mehrere Samplerbeiträge veröffentlicht.

## Diskografie

### Alben
- 2003: Ein Stinker für den Frieden
- 2004: Wenig den Vielen und den Wenigen viel!
- 2005: Seit '97 nichts als Krach (Outtakes, Demos, Unveröffentlichtes)

### Kompilationsbeiträge
(In Klammern die Lieder)
- 1999: Punkrock today, tomorrow, forever (Gott hab sie selig) – We Bite Records
- 1999: Millennium Madness – Punkrock 2000 (Hey Bastard; Alle meine Brüder) – Vitaminpille Records
- 2003: Street Attack Vol. 5 (Bomben fallen vom Himmel) – Noisgate Produktions
- 2003: Return to the Streets Vol.2 (Arm in Arm) – Räudig Records
- 2004: Es lebe der Punk Vol. IV (Es liegt an dir; Begrabt Autorität) – Nix-Gut Records
- 2004: Klänge gegen Zwänge (Am Rande des Abgrund; Venceremos; Fressen) – Nix-Gut Records
- 2005: Kein Tag ohne Liebe (Seelenverwandt) – TÄLLÄRWÄSCHÄR DRECKORDS
- 2005: Es lebe der Punk Vol. V (Bomben fallen vom Himmel; Sterben wie ein Held) – Nix-Gut Records
- 2005: PUNK – Das ist unser Kult (Am Rande des Abgrunds) – Nix-Gut Records

### Singles
- 2000: Arm in Arm (Maxi-CD)